# Miejskie Wodociągi i Oczyszczalnia w Grudziądzu

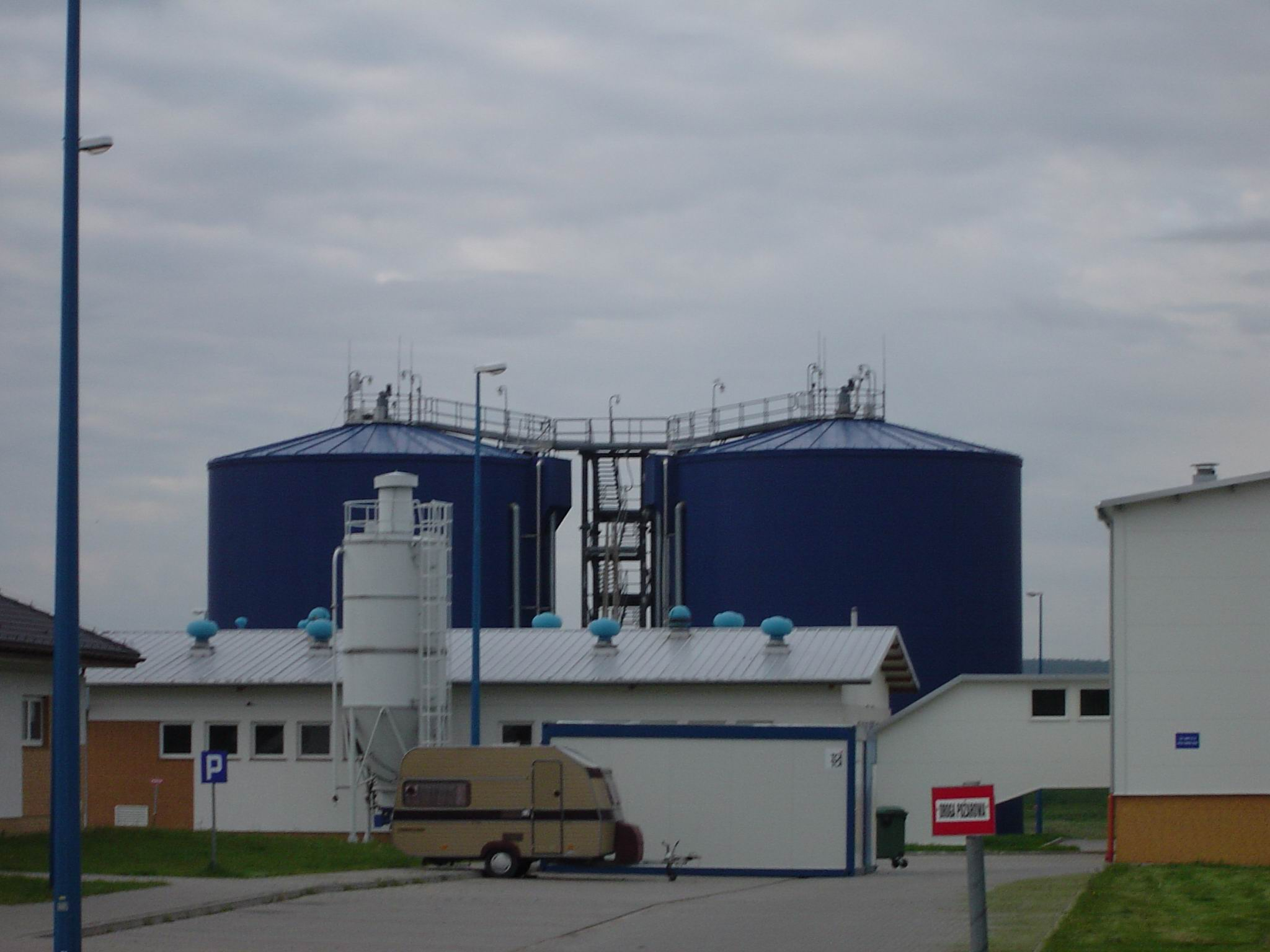
Nowa Wieś – oczyszczalnia ścieków

Miejskie Wodociągi i Oczyszczalnia sp. z o.o. w Grudziądzu – spółka miejska działająca na terenie Grudziądza oraz gminy.

## Kalendarium Wodociągów
- 23 grudnia 1899 r. – pierwsze uruchomienie wodociągów miejskich – rozruch wodociągów. Firma działa wówczas pod nazwą Wasserwerk Graudenz.
- 5 stycznia 1900 r. – uroczyste otwarcie miejskich wodociągów z udziałem władz zwierzchnich, w tym Prezydenta rejencji kwidzyńskiej von Hörna. Pod koniec 1901 roku instalacja wodociągowa była podłączona do 861 budynków.
- 1905–1907 – założenie sieci kanalizacyjnej w Grudziadzu (56 km kanałów oraz 15 km przewodów jako podłączeń do budynków).
- 1900–1920 – wodociągi wchodziły w skład komunalnego przedsiębiorstwa Städtliche Wasserwerk, Elektrizitätswerk und Strassenbahn.
- 1920 – 1939 – Wodociągi działały w ramach firmy Miejskie Tramwaje, Elektrownia i Wodociągi.
- marzec 1945 r. odgruzowywanie i odbudowa wodociągów po II wojnie światowej, zostały uruchomione 10 marca.
- 1945–1950 r. – Wodociągi, kanalizacja, tramwaje i autobusy, tabor samochodowy, przedsiębiorstwo nieruchomości miejskich, lasów i gospodarstw rolnych oraz zakład oczyszczania miasta podlegały Zakładom Miejskim w Grudziądzu.
- 1951–1956 r. – grudziądzkie Wodociągi działały w ramach Miejskiego Przedsiębiorstwa Gospodarki Komunalnej.
- 1956–1975 – działanie Miejskiego Przedsiębiorstwa Wodociągów i Kanalizacji w Grudziądzu.
- 1 stycznia 1975 r. – powołanie Zakładu Rejonowego Wodociągów i Kanalizacji, który obejmował swym zasięgiem Radzyń Chełmiński, Łasin, Wąbrzeźno, Chełmno, Brodnicę, Świecie nad Wisłą i Nowe. Początkowo Zakład Rejonowy działał w ramach WPWiK w Bydgoszczy, a od 1 lipca 1975 r. w ramach WPWiK w Toruniu.
- 1 lipca 1975 r. – 1 kwietnia 1993 – Zakład Rejonowy WPWiK w Toruniu obejmuje swym zasięgiem Radzyń Chełmiński, Łasin, Wąbrzeźno oraz Chełmno.
- 21 grudnia 1984 r. – oddano do użytku nową stację uzdatniania wody. Jej wydajność wyniosła 50 000 mł/dobę.
- 22 grudnia 1992 r. – zawiązanie przez pracowników spółki pracowniczej pod nazwą Przedsiębiorstwo Wodociągów i Kanalizacji Sp. z o.o.
- 1 kwietnia 1993 r. – przejęcie w dzierżawę majątku przez Przedsiębiorstwo Wodociągów i Kanalizacji Sp. z o.o. w Grudziądzu, do 1 kwietnia 1998 r. spółka obejmuje swym zasięgiem wyłącznie miasto Grudziądz.
- 4 lipca 1997 r. – powołanie przez Zarząd Miasta MWiO Sp. z o.o. w Grudziądzu, której główne zadanie to przygotowanie budowy oczyszczalni ścieków i przejęcie spółki pracowniczej PWiK.
- 1 kwietnia 1998 r. – PWiK Sp. z o.o. po połączeniu ze Spółką Miejskie Wodociągi i Oczyszczalnia działa pod nazwą MWiO Sp. z o.o.
- grudzień 2001 – pierwsze ścieki popłynęły przez oczyszczalnię ścieków w Nowej Wsi – nastąpił rozruch technologiczny.
- 17 października 2002 – oddanie do eksploatacji oczyszczalni ścieków w Nowej Wsi.
- 1 grudnia 2004 – wdrożenie ISO 9001 oraz ISO 14001
- 2005–2009 – budowa, ze środków Funduszu Spójności suszarni osadów oraz kanalizacji sanitarnej wraz z przepompowaniami w dzielnicy Owczarki
- 2 lutego 2009 – MWiO zostaje zarządcą Składowiska Odpadów w Zakurzewie
- 17 grudnia 2012 – oddanie do użytku nowego budynku na potrzeby Laboratorium Spółki przy ul.Curie-Skłodowskiej 10
- 27 października 2012 – oddanie do użytku zmodernizowanej Stacji Uzdatniania Wody

## Oczyszczalnia ścieków
Oczyszczalnia podlegająca MWiO, która przyjmuje ścieki kolektorem dosyłowym oraz ścieki dowożone samochodami asenizacyjnymi, znajduje się w Nowej Wsi k. Grudziądza. Jej uruchomienie nastąpiło w październiku 2002 r. Głównym wykonawcą projektu była firma Hydrobudowa-9 z Poznania, podwykonawcami zaś firmy grudziądzkie. Może przyjąć 26 000 m³/dobę. Jest to oczyszczalnia mechaniczno – biologiczna ze stabilizacją osadu w procesie fermentacji beztlenowej. W zakresie oczyszczania ścieków spełnia warunki pozwolenia wodnoprawnego oraz dyrektyw Unii Europejskiej. Kontrola oraz sterowanie pracą oczyszczalni realizowane jest przez komputer w sterowni oczyszczalni.
Stopień oczyszczania ścieków został osiągnięty w pierwszych miesiącach po przekazaniu do eksploatacji. Analizy prób ścieków potwierdzają uzyskanie jeszcze wyższego stopnia redukcji zanieczyszczeń i spełnienie warunków pozwolenia oraz norm unijnych w pełnym zakresie.
W oczyszczalni zachodzi proces fermentacji mezofilowej podczas stabilizacji osadu. W procesie tym powstaje biogaz o zawartości metanu około 65%. Osad poddawany jest systematycznym badaniom w laboratorium Oczyszczalni Ścieków oraz przez Uniwersytet Mikołaja Kopernika w Toruniu.
Wyprodukowany podczas stabilizacji osadu biogaz w komorach fermentacyjnych jest wykorzystywany do otrzymania energii elektrycznej i cieplnej. Łączne zużycie energii elektrycznej wynosi około 250 000 kWh/miesiąc z czego obecnie ponad 60% uzyskuje się dzięki gazogeneratorom napędzanych za pomocą silników zasilanych biogazem. Energia cieplna produkowana jest podczas pracy gazogeneratorów i pozyskiwana z pomp ciepła. Jej ilość wystarcza całkowicie do zaspokojenia potrzeb technologicznych, grzewczych oraz do ogrzania wody w oczyszczalni. Wzrost produkcji energii elektrycznej i cieplnej wynikał głównie z optymalizacji procesu technologicznego oraz optymalizacji pracy gazogeneratorów.
W trosce o ochronę środowiska, w oczyszczalni stosuje się:
- w zakresie ograniczenia wydobywania się odorów – wykonano zamknięcie pompowni ścieków surowych, okresowo stosuje się też środki pochłaniające zapachy powstałe w kratowni;
- w zakresie ograniczenia hałasu – zainstalowano izolację akustyczną na budynku stacji dmuchaw i kolektorze powietrznym oraz zastosowano falowniki przy chłodnicach zewnętrznych gazogeneratorów.